# Linda Cardellini
Linda Edna Cardellini (* 25. června 1975 Redwood City, Kalifornie) je americká herečka.
V televizi debutovala v roce 1996 v seriálu Bone Chillers, na stříbrném plátně se poprvé objevila ve snímku Good Burger o rok později. V dalších letech hrála např. ve filmech Pravá blondýnka (2001), Scooby-Doo (2002), Scooby-Doo 2: Nespoutané příšery (2004), Zkrocená hora (2005), Sejmout zabijáka (2011), Avengers: Age of Ultron (2015) a Avengers: Endgame (2019). V letech 1999–2000 působila v seriálu Machři a šprti, od roku 2003 do roku 2009 hrála v seriálu Pohotovost, hostovala také v seriálu Šílenci z Manhattanu (2013–2015), mezi lety 2015–2017 ztvárnila jednu z hlavních rolí v seriálu Bloodline a roku 2021 se představila v seriálu Hawkeye. Od roku 2019 hraje v seriálu Smrt nás spojí, za což byla nominována na cenu Emmy. Od roku 2009 se věnuje i dabingu animovaných seriálů.